# Arribada
Arribada (hiszp. przybycie morzem) – masowe wyjście na plażę samic żółwi oliwkowych (Lepidochelys olivacea) w celu złożenia jaj. Zjawisko występuje tylko na pięciu plażach na świecie: dwie znajdują się w stanie Orisa w Indiach, jedna w Meksyku oraz dwie na pacyficznym wybrzeżu Kostaryki – Playa Ostional i Playa Nancite. Arribada trwa 4 dni. W tym czasie żółwie po złożeniu jaj wracają do morza, a kolejne wychodzą na ląd. Na Playa Ostional w Kostaryce podczas Arribady może przebywać wtedy do 200 000 samic. Zjawisko występuje jeszcze u pokrewnego, lecz znacznie rzadszego żółwia zatokowego (Lepidochelys kempii).